# Санно-синто
Санно синто (яп. 山王神道) — учение, созданное японской школой буддизма Тэндай. Учение зародилось в период Хэйан и окончательно оформилось в период Камакура. В основу учения санно синто была положена идея о том, что всё явное имеет и свой тайный смысл. В частности существа которые внешне выглядят как японские боги ками, на самом деле являются буддами и бодхисаттвами. Помимо буддистов, в число последователей санно синто входили и синтоистские жрецы. С другой стороны, часть монахов Тэндай всё же отдавала предпочтение рёбу синто, поддерживаемому школой Сингон. Помимо синтоизма и буддизма, в учении были сильно и влияние даосизма. Так, на горе Хиэй стали почитать семерых ками, отождествляемых с почитаемыми в даосизме светилами Большой Медведицы.

## Главное божество
Первоначально ками, почитаемый как главное божество учения, носил имя Ооямакуй. Однако, основатель Тэндай, Сайтё переименовал божество в Санно. Скорее всего это связано с тем, что одноимённое божество почиталось в главном монастыре китайской школы Тяньтай, в котором проходил обучение Сайтё. Согласно составленному в период Камакура житию основателя Тэндай, когда Сайтё занимался аскезой на горе Хиэй, во сне ему явились три сияющих круга. Каждый круг был отдельным буддой (Сяка-Шакьямуни, Якуси-Бхайшаджьягуру и Амида-Амитабха). Все три будды пообещали стать покровителями школы Тэндай и спасать людей. В это же время Сайтё определил, что ками горы Хиэй троичен и каждая его ипостась является аватаром одного из явившихся ему будд. Поэтому и по сей день святилище Хиэ-тайся, построенное у подножья Хиэйдзан, состоит из трёх комплексов, каждый из которых посвящён отдельной ипостаси божества.
Другим аргументом за покровительство Санно школе Тэндай служило его имя. Имя «Санно» записывается двумя иероглифами — 山王. Первый состоит из трёх вертикальных черт и одной горизонтальной. Второй из трех горизонтальных и одной вертикальной. При этом в обоих случаях одна черта связывает три другие воедино. В то же время, основное буддийское учение школы Тэндай активно использовало идею триединства. Сложив эти два факта вместе, монахи заключали, что само имя Санно показывает его благоволение Тэндай.

## История
Учение зародилось в период Хэйан и первоначально представляло собой почитание ками горы на которой располагался главный храм Тэндай. Окончательно оно оформилось в период Камакура. Первый текст, в котором была произведена попытка систематизировать учение, появился лишь в 1223 году, спустя 400 лет после смерти основателя учения, Сайтё. Им стал труд Ётэнки, опирающийся на цитату из Сутры Цветка Милосердия, в которой будда Шакьямуни утверждает, что уйдя в нирвану, пошлёт пресветлых богов в дурные миры. Эта цитата стала одним из главных аргументов в защиту буддийской интерпретации синто и многократно цитировалась не только в традициях Тэндай, но и других учениях. Однако, найти место сутры, из которого взята эта цитата, так никому и не удалось. Это связано с тем, что в буддийской традиции за основу берутся лишь сутры, изречённые буддой Шакьямуни и шастры, созданные бодхисаттвами. Всё остальное считается не более чем комментариями. Поэтому если подходящих цитат не находилось, их просто выдумывали или же брали реальный первоисточник и искажали его смысл. Японские буддисты грешили этим особенно часто. Кроме того, порой их подводило и плохое знание китайского языка.
Наибольший авторитет учение обрело в начале периода Эдо, благодаря усилиям монаха Тэнкай. По его утверждению божество горы Хиэй, богиня Аматэрасу и будда Дайнити едины. Хотя главная роль всё же отводилась Аматэрасу. Благодаря его активной пропаганде санно синто, ему удалось добиться поддержки учения со стороны властей. Во время революции Мэйдзи, после принятия закона о разделении ками и будд, учение прекратило своё существование. Центр же санно синто, расположенный у подножья горы Хиэй был превращён в чисто синтоистское святилище. Однако, после второй мировой войны, когда синто перестало быть государственной религией, в святилище возобновились совместные буддийско-синтоистские службы.